# Phrynarachne tuberosula
Phrynarachne tuberosula es una especie de araña cangrejo del género Phrynarachne, familia Thomisidae. Fue descrita científicamente por Ferdinand Karsch-Haack en 1880.

## Distribución
Esta especie se encuentra en África Occidental.

## Tratamiento taxonómico
La especie aparece registrada y publicada en Drei neue afrikanische Araneiden. Mittheilungen des Münchener Entomologischen Vereins 4: 145–146.